# إدوارد أنتوني
إدوارد أنتوني (بالإنجليزية: Edward Anthony)‏ هو مصور وشخصية أعمال أمريكي، ولد في 31 يناير 1819 في نيويورك في الولايات المتحدة، وتوفي بنفس المكان في 14 ديسمبر 1888.